# بوهوسلاو
بوهوسلاو (به روسی: Богуслав) شهری در استان کیف در کشور اوکراین قرار دارد. جمعیت ۱۵۹۷۵ (۲۰۲۱ تخمینی) نفر است.

## نگارخانه

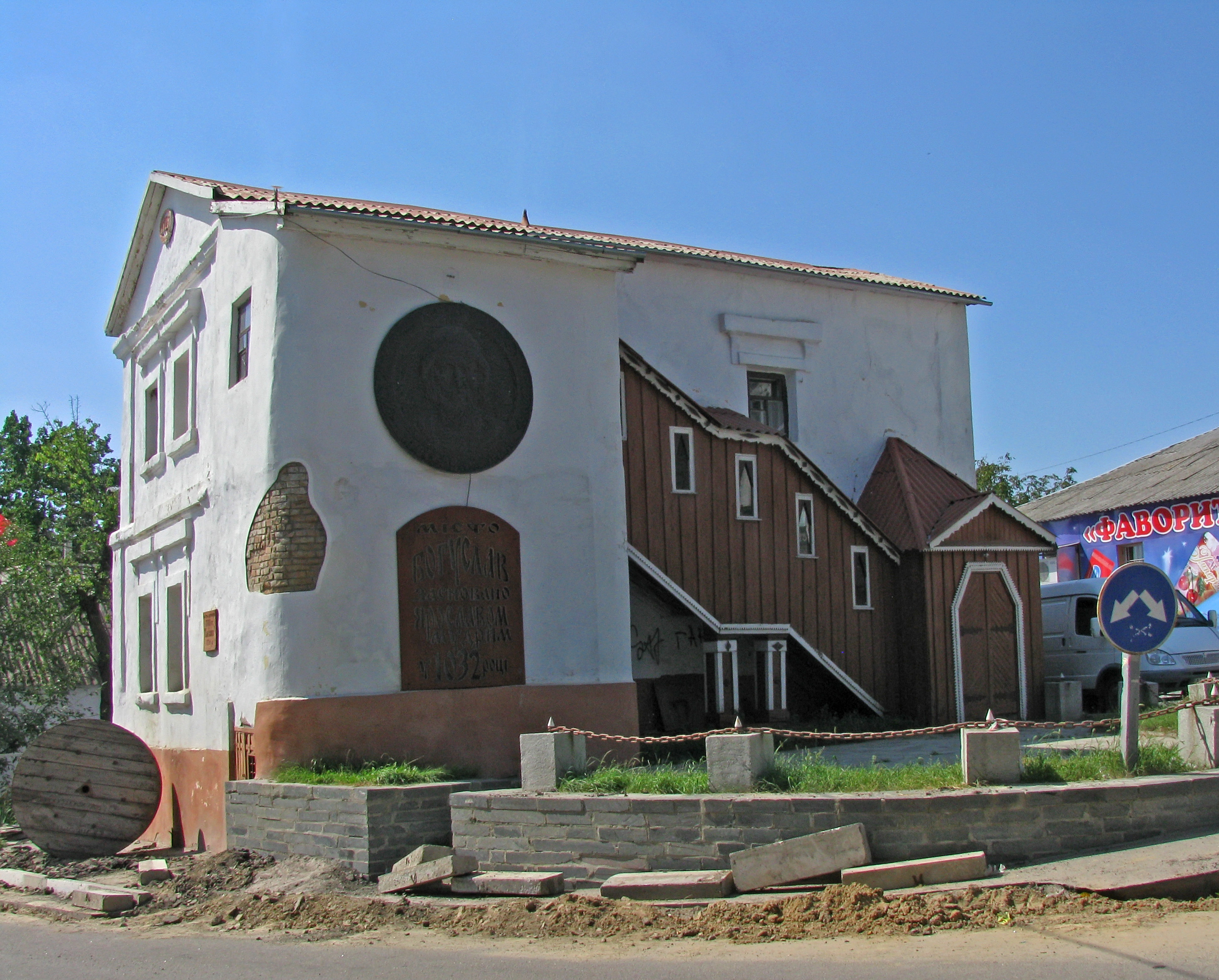
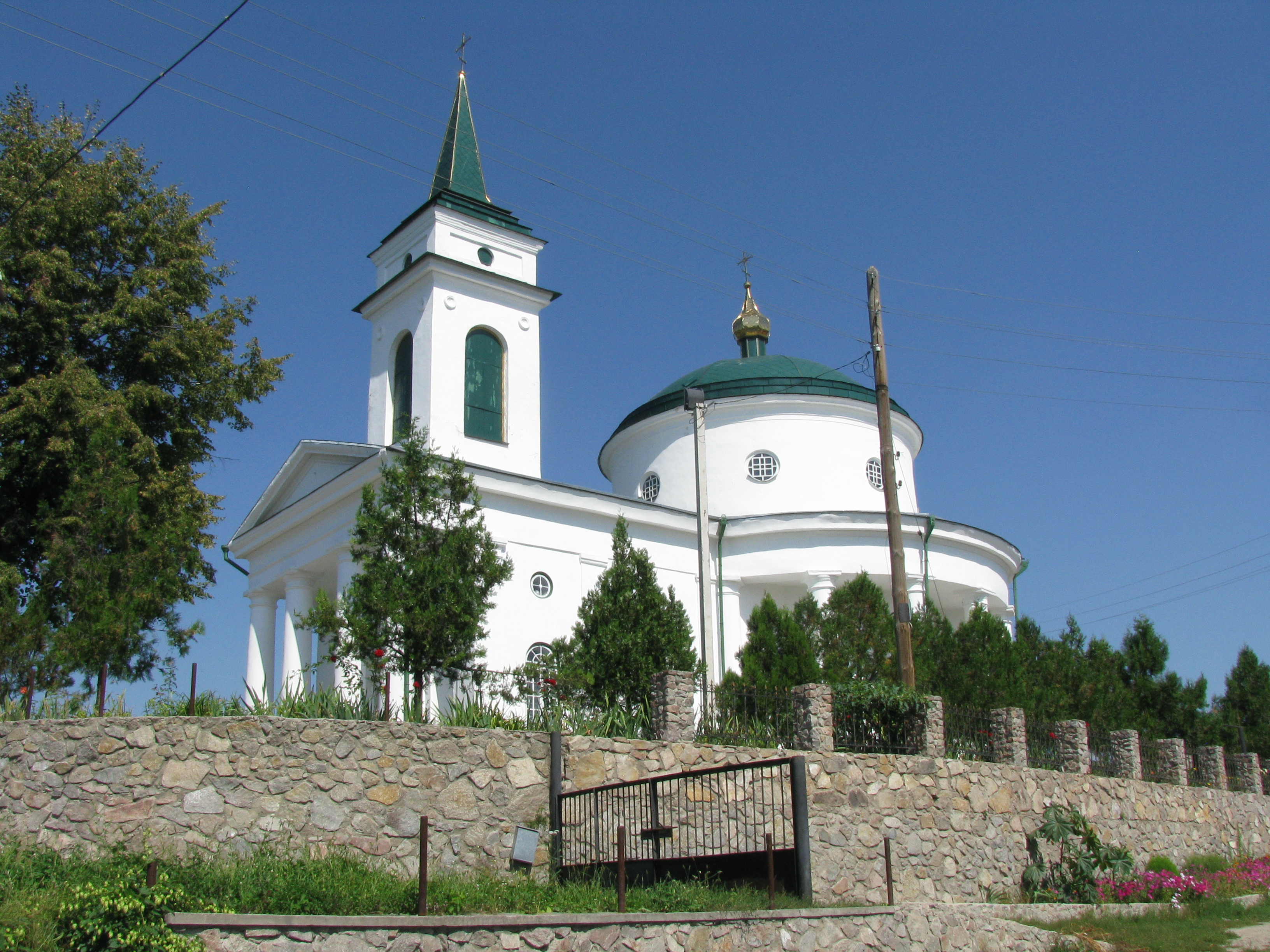
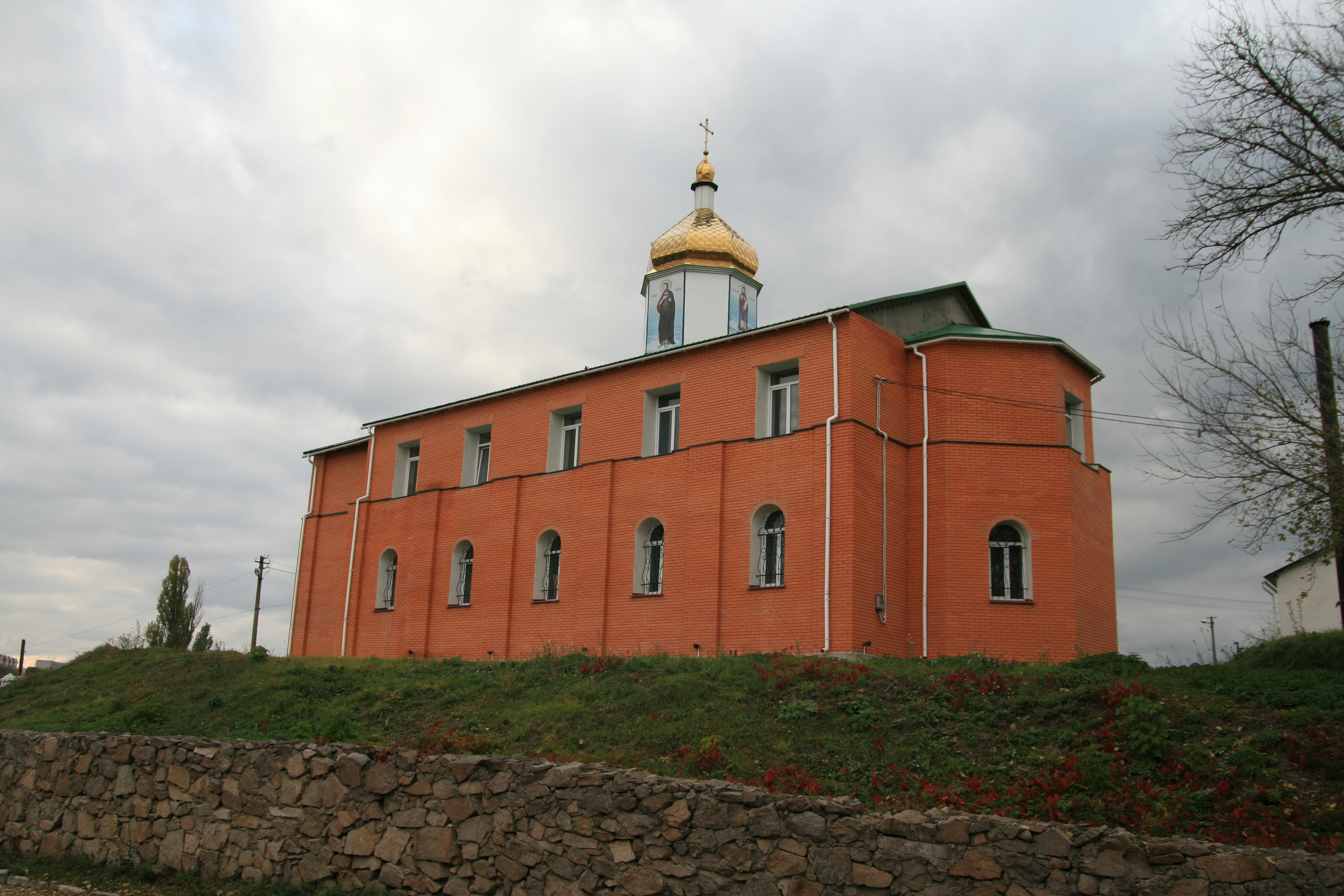
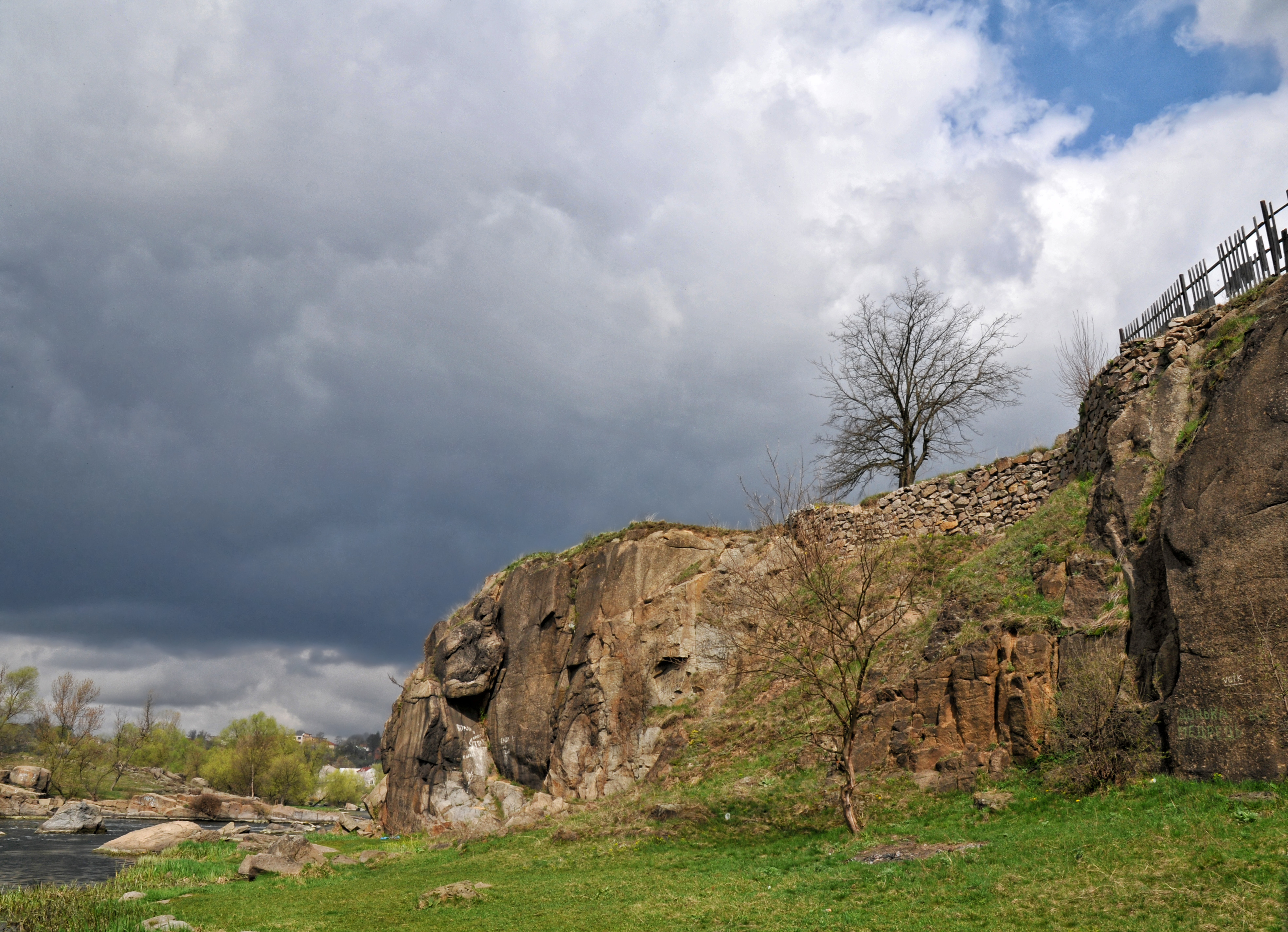